# Ефрата (Пенсилванија)
Ефрата (енгл. Ephrata) град је у америчкој савезној држави Пенсилванија.

## Демографија
По попису из 2010. године број становника је 13.394, што је 181 (1,4%) становника више него 2000. године.
| Група             | 2000.          | 2010.          |
| Белци             | 12.477 (94,4%) | 12.218 (91,2%) |
| Афроамериканци    | 84 (0,6%)      | 128 (1,0%)     |
| Азијати           | 140 (1,1%)     | 171 (1,3%)     |
| Хиспаноамериканци | 364 (2,8%)     | 693 (5,2%)     |
| Укупно            | 13.213         | 13.394         |